# The Absence
The Absence från 2012 är den amerikanska singer-songwritern Melody Gardots tredje musikalbum.

## Låtlista
Låtarna är skrivna av Melody Gardot om inget annat anges.
1. Mira – 4:16
2. Amalia (Heitor Pereira/Melody Gardot/Phil Roy) – 3:03
3. So Long – 3:50
4. So We Meet Again My Heartache – 4:32
5. Lisboa – 5:27
6. Impossible Love – 3:49
7. If I Tell You I Love You – 3:33
8. Goodbye (Melody Gardot/Jesse Harris) – 3:38
9. Se voce me ama (Melody Gardot/Heitor Pereira) – 4:56
10. My Heart Won't Have It Any Other Way – 2:34
11. Iemanja (innehåller även det dolda spåret Chegue Journeyman)  – 18:13

## Medverkande
- Melody Gardot – sång, piano, portugisisk gitarr
- Heitor Pereira – sång, gitarr, piano, slagverk
- Doug Webb – saxofon, tuba
- Andrew Lippman – trombon
- Harry Kim, Ramon Flores – trumpet
- Ron Kerber – klarinett
- Dan Higgins – flöjt, altflöjt, basklarinett, klarinett
- Coco Trivisonno – bandoneon
- Larry Goldings – piano, melodica
- John Leftwich – bas
- Jim Keltner, Peter Erskine – trummor
- Paco Arroyo, Paulinho Da Costa, Yolanda Arroyo – slagverk
- Alfie Silas Durio, Ali Witherspoon, Bill Cantos, Bill Maxwell, Louis B. Price, Phil Roy, Tata Vega – kör
- Nick Glennie Smith – dirigent
- Ladd McIntosh – orkestrering

## Mottagande
Skivan fick ett blandat mottagande när den utkom och snittar på 3,2/5 på Kritiker.se, baserat på tolv recensioner.

## Listplaceringar i Norden
| Lista (2012) | Topplacering |
| ------------ | ------------ |
| Sverige      | 3            |
| Norge        | 1            |
| Danmark      | 14           |
| Finland      | 18           |